# Irene Grandi
Irene Grandi (Florencia, 6 de diciembre de 1969) es una cantante y compositora italiana.
Ha vendido más de 1 millón y medio de discos en Italia. Fue descubierta por el público a los 24 años gracias a Fuori y T.V.B., escrita para ella por Jovanotti, pero alcanzó el grande éxito el próximo año, en 1995, con el álbum In vacanza da una vita, presentando el sencillo Bum Bum, que por si vendió 500.000 copias en Italia, premiándola con un disco de platino.
También ha cantado en inglés y español. Saco en el año 1998 un álbum en español llamado Irene Grandi (versión española) con éxitos de sus primeros tres álbumes. Ella ha cantado duetos en inglés, alemán, francés, indiano, y en idiomas africanos; ha explorado diferentes estilos musicales (rap, pop, soul, rock, dance, hard rock, blues, jazz y unplugged, música electrónica pero sin renunciar a la melodía italiana), colaborando con frecuencia con artistas importantes italianos (Jovanotti, Laura Pausini, Eros Ramazzotti, Paolo Vallesi, Pino Daniele, Vasco Rossi, Gaetano Curreri de Stadio, Stefano Bollani, Edoardo Bennato, Francesco Bianconi de Baustelle, y hasta Elio e le Storie Tese).

## Reconocimientos
- 1994 – Premiada por MTV por el video de Vai, vai, vai.
- 1995 – Telegatto
- 1995 – Disco de platino por el álbum In vacanza da una vita.
- 1997 – Disco de platino por el álbum Per fortuna purtroppo.
- 2000 – Festival di Sanremo, clasificada de segunda con La tua ragazza sempre.
- 2000 – Disco de platino por el álbum Verde rosso e blu.
- 2000 – Premiada con el Telegatto d'oro como mejor artista del año.
- 2001 – Disco de platino por el álbum Irek.
- 2003 – Disco de oro por el álbum Prima di partire.
- 2005 – Nominación en la categoría mejor video del año.
- 2007 – Music awards, premiada como mejor voz femenina del año.
- 2007 – Kiss kiss, premiada por las múltiples veces que sonó en la radio Bruci la città.
- 2007 – Festivalbar, premiada con el Premio Radio a las finales de Verona.
- 2007 – Disco de oro por la doble antología Irenegrandi.hits.
- 2007 – Festival della creatività, premiada com mejor artista creativa dell año, y con el nombre Superweb.
- 2007 – Bruci la città es el sencillo más vendido de todos de Irene Grandi.
- 2007 – Nominación a los Best Italian Act en los Premios MTV Europe Music.
- 2008 – Doble disco de platino por el disco Canzoni di Natale.
- 2009 – Premiada a los Wind Music Awards por las vendidas en el curso del 2008.
- 2010 – Disco de oro por el álbum Alle porte del sogno.

## Discografía

### Álbumes de estudio
| Año  | Título                         | Clasificación italiana | Certificaciones y ventas (Parámetros M&D y FIMI) | Discográfica                        |
| ---- | ------------------------------ | ---------------------- | ------------------------------------------------ | ----------------------------------- |
| 1994 | Irene Grandi                   | 9                      | —                                                | CGD Eastwest/Warner Music Group     |
| 1995 | In vacanza da una vita         | 5                      | M&D: Diamante                                    | CGD Eastwest/Warner Music Group     |
| 1997 | Per fortuna purtroppo          | 3                      | M&D: Platino                                     | CGD Eastwest/Warner Music Group     |
| 1999 | Verde rosso e blu              | 7                      | M&D: Platino                                     | CGD Eastwest/Warner Music Group     |
| 2003 | Prima di partire               | 8                      | M&D: Platino                                     | CGD Eastwest/Warner Music Group     |
| 2005 | Indelebile                     | 11                     | M&D: Platino                                     | Atlantic Records/Warner Music Group |
| 2008 | Canzoni per Natale             | 2                      | FIMI: Platino                                    | Atlantic Records/Warner Music Group |
| 2010 | Alle porte del sogno           | 16                     | FIMI: Oro                                        | Atlantic Records/Warner Music Group |
| 2012 | Irene Grandi & Stefano Bollani | 5                      | —                                                | Carosello/3esessanta                |
| 2015 | Un vento senza nome            | 25                     | —                                                | Columbia Records/Sony Music         |
| 2018 | Lungoviaggio                   | —                      | —                                                | Qui Base Luna                       |
| 2019 | Grandissimo                    | —                      | —                                                | Cose da Grandi/Artist First         |

### Álbumes recopilatorios
| Año  | Título                                                               | Clasificación italiana | Certificaciones y ventas (Parámetros M&D y FIMI) | Discográfica                        |
| ---- | -------------------------------------------------------------------- | ---------------------- | ------------------------------------------------ | ----------------------------------- |
| 1998 | Irene Grandi (versión española), para España, Latinoamérica y México | —                      | —                                                | CGD Eastwest/Warner Music Group     |
| 2001 | Irek                                                                 | 4                      | M&D: Platino                                     | CGD Eastwest/Warner Music Group     |
| 2007 | Irene Grandi.hits                                                    | 4                      | M&D: Platino                                     | Atlantic Records/Warner Music Group |
| 2012 | Tutto Irene - Cose da Grandi                                         | —                      | —                                                | Atlantic Records/Warner Music Group |

### Álbumes en vivo
| Año  | Título                | Clasificación italiana | Certificaciones y ventas (Parámetros M&D y FIMI) | Discográfica                    |
| ---- | --------------------- | ---------------------- | ------------------------------------------------ | ------------------------------- |
| 2004 | Irene Grandi live '03 | —                      | —                                                | CGD Eastwest/Warner Music Group |
| 2020 | Lasciami andare       | —                      | —                                                | Cimbarecord                     |

## Banda
La banda actual de Irene Grandi, formada en el Live hits summer tour 2007, está hecha de:
- Batería: Max Pò
- Teclado: Max Gallesi
- Bajo: Alex Class
- Guitarra: Lele Leonardi y Massimiliano Frignani

### Canciones presentadas alFestival di Sanremo
- 1993 – Un motivo maledetto - Sanremo giovani
- 1994 – Fuori – Cuarta clasificada en las "Nuove proposte"
- 2000 – La tua ragazza sempre – Segunda clasificada en los "Big"
- 2007 – Bruci la città – Rechazada por la comisión artística
- 2010 – La cometa di Halley – Finalista
- 2020 – Finalmente io – Finalista